# Germigny-sous-Coulombs
Pour les articles homonymes, voir Germigny.
Germigny-sous-Coulombs est une commune française située dans le département de Seine-et-Marne, en région Île-de-France.

## Géographie

### Localisation
Germigny-sous-Coulombs est située à environ 13,7 km au nord-est de Lizy-sur-Ourcq et à 8,3 km par la route, au sud-est de Crouy-sur-Ourcq.

### Communes limitrophes
|                    |                        | Gandelu (Aisne) |
| Coulombs-en-Valois | Germigny-sous-Coulombs |                 |
|                    | Dhuisy                 |                 |

### Géologie et relief
La commune est classée en zone de sismicité 1, correspondant à une sismicité très faible.
L'altitude varie de 83 mètres à 196 mètres pour le point le plus haut , le bourg se situant à environ 136 mètres d'altitude (mairie)
.

### Hydrographie

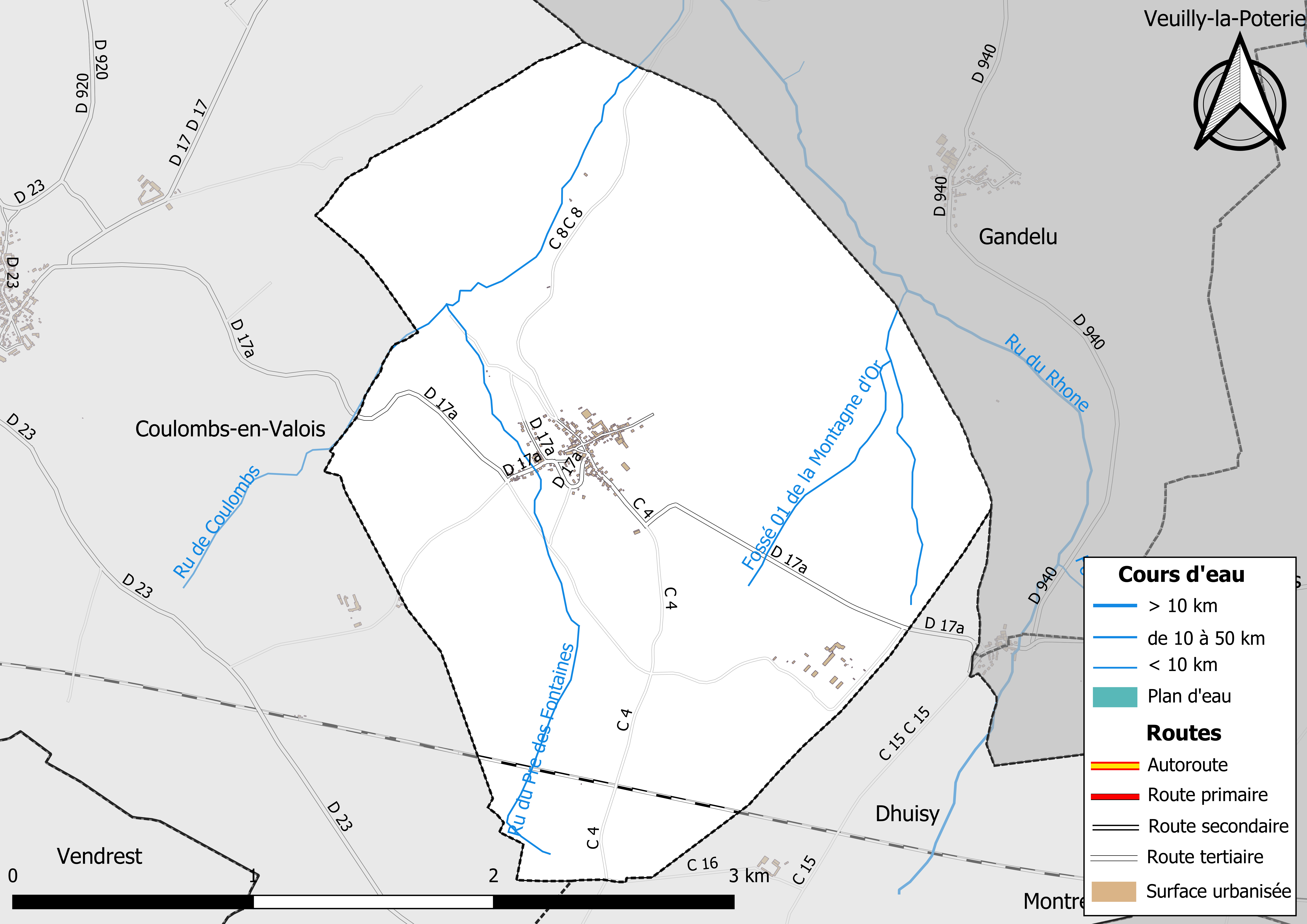
Carte des réseaux hydrographique et routier de Germigny-sous-Coulombs.

Le réseau hydrographique de la commune se compose de quatre cours d'eau référencés :
- le ru de Coulombs ou ru du Boulard , 3,6 km[4], qui conflue avec le ru du Rhône ;
  - le ru du Pré des Fontaines ou ru de la Salmandre, 2,7 km[5], qui conflue avec le ru de Coulombs ;
- le fossé 01 de la Montagne d'Or, 1,2 km[6], et ;
- le fossé 01 des Bois de la Reculée, 1,4 km[7], qui confluent avec le ru du Rhône

La longueur totale des cours d'eau sur la commune est de 6,92 km.

### Climat
Pour des articles plus généraux, voir Climat de l'Île-de-France et Climat de Seine-et-Marne.
En 2010, le climat de la commune est de type climat océanique dégradé des plaines du Centre et du Nord, selon une étude du CNRS s'appuyant sur une série de données couvrant la période 1971-2000. En 2020, Météo-France publie une typologie des climats de la France métropolitaine dans laquelle la commune est exposée à un climat océanique altéré et est dans la région climatique Nord-est du bassin Parisien, caractérisée par un ensoleillement médiocre, une pluviométrie moyenne régulièrement répartie au cours de l’année et un hiver froid (3 °C).
Pour la période 1971-2000, la température annuelle moyenne est de 10,4 °C, avec une amplitude thermique annuelle de 15,1 °C. Le cumul annuel moyen de précipitations est de 761 mm, avec 11,6 jours de précipitations en janvier et 8,6 jours en juillet. Pour la période 1991-2020, la température moyenne annuelle observée sur la station météorologique la plus proche, située sur la commune d'Ussy-sur-Marne à 14 km à vol d'oiseau, est de 11,3 °C et le cumul annuel moyen de précipitations est de 726,5 mm,. Pour l'avenir, les paramètres climatiques de la commune estimés pour 2050 selon différents scénarios d'émission de gaz à effet de serre sont consultables sur un site dédié publié par Météo-France en novembre 2022.

### Milieux naturels et biodiversité
Aucun espace naturel présentant un intérêt patrimonial n'est recensé sur la commune dans l'inventaire national du patrimoine naturel,,.

## Urbanisme

### Typologie
Au 1er janvier 2024, Germigny-sous-Coulombs est catégorisée commune rurale à habitat dispersé, selon la nouvelle grille communale de densité à sept niveaux définie par l'Insee en 2022.
Elle est située hors unité urbaine. Par ailleurs la commune fait partie de l'aire d'attraction de Paris, dont elle est une commune de la couronne,. Cette aire regroupe 1 929 communes,.

### Lieux-dits et écarts
La commune compte 70 lieux-dits administratifs répertoriés consultables ici.

### Occupation des sols
L'occupation des sols de la commune, telle qu'elle ressort de la base de données européenne d’occupation biophysique des sols Corine Land Cover (CLC), est marquée par l'importance des territoires agricoles (67 % en 2018), une proportion identique à celle de 1990 (67 %). La répartition détaillée en 2018 est la suivante : 
terres arables (64,6% ), forêts (29,2% ), zones urbanisées (3,9% ), zones agricoles hétérogènes (2,4 %).
Parallèlement, L'Institut Paris Région, agence d'urbanisme de la région Île-de-France, a mis en place un inventaire numérique de l'occupation du sol de l'Île-de-France, dénommé le MOS (Mode d'occupation du sol), actualisé régulièrement depuis sa première édition en 1982. Réalisé à partir de photos aériennes, le Mos distingue les espaces naturels, agricoles et forestiers mais aussi les espaces urbains (habitat, infrastructures, équipements, activités économiques, etc.) selon une classification pouvant aller jusqu'à 81 postes, différente de celle de Corine Land Cover,,. L'Institut met également à disposition des outils permettant de visualiser par photo aérienne l'évolution de l'occupation des sols de la commune entre 1949 et 2018.

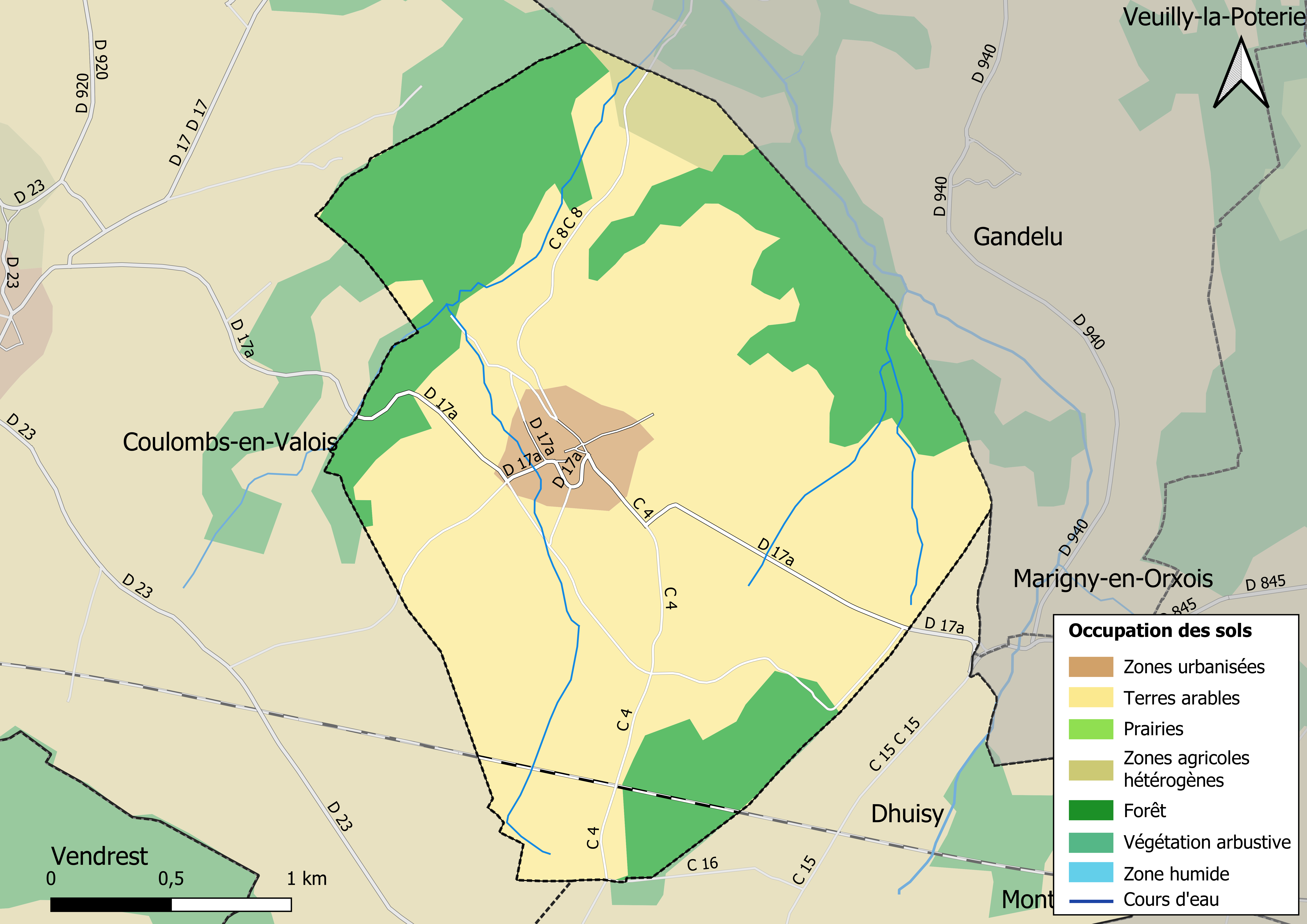
Carte des infrastructures et de l'occupation des sols en 2018 (CLC) de la commune.
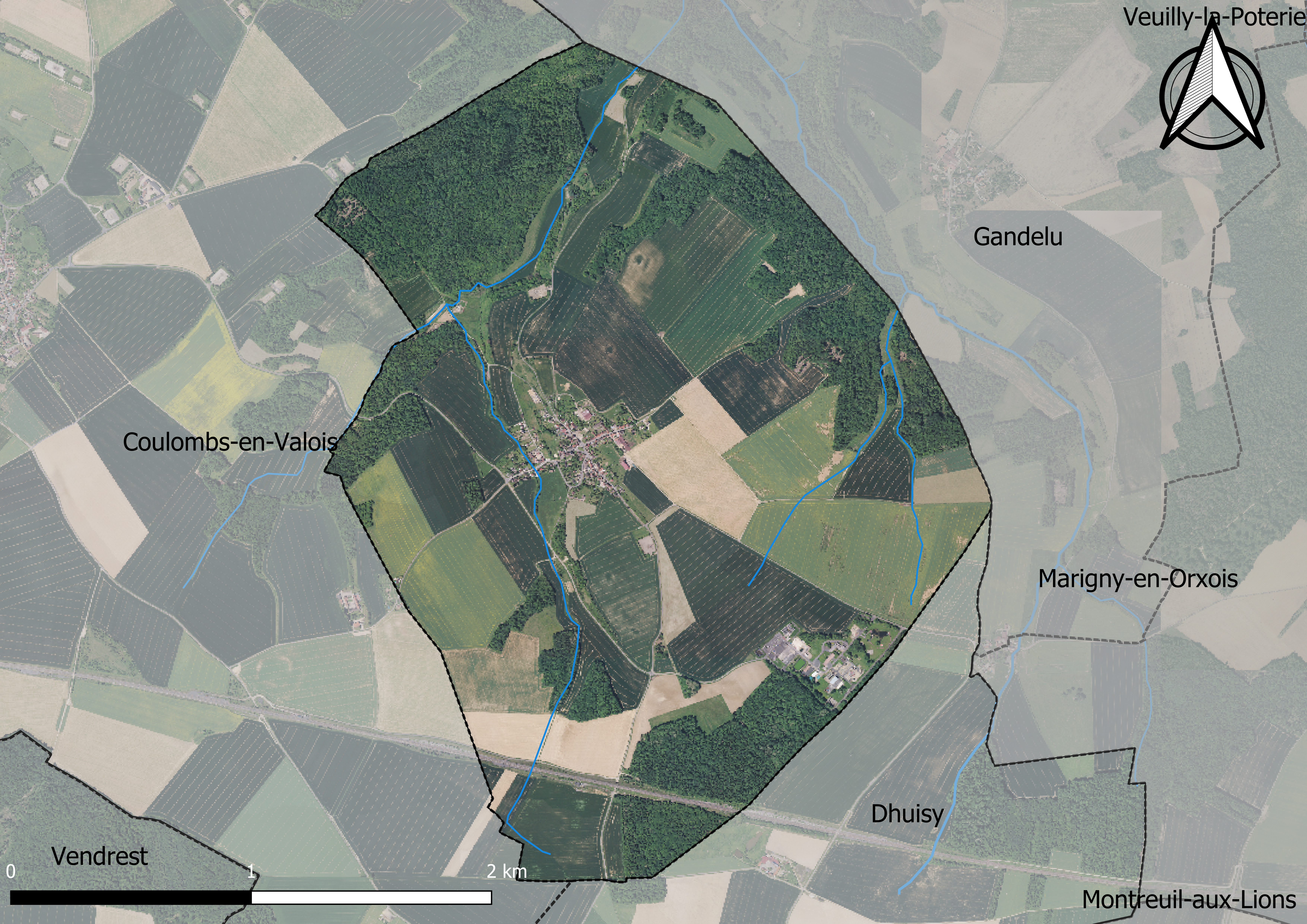
Carte orhophotogrammétrique de la commune.

### Planification
La loi SRU du 13 décembre 2000 a incité les communes à se regrouper au sein d’un établissement public, pour déterminer les partis d’aménagement de l’espace au sein d’un SCoT, un document d’orientation stratégique des politiques publiques à une grande échelle et à un horizon de 20 ans et s'imposant aux documents d'urbanisme locaux, les PLU (Plan local d'urbanisme). La commune est dans le territoire du SCOT Marne Ourcq, approuvé le 6 avril 2017 et porté par le syndicat Mixte Marne-Ourcq regroupant 41 communes du Pays de l'Ourcq et du Pays Fertois.
La commune disposait en 2019 d'un plan local d'urbanisme en révision. Le zonage réglementaire et le règlement associé peuvent être consultés sur le Géoportail de l'urbanisme.

### Logement
En 2016, le nombre total de logements dans la commune était de 88 dont 98,9 % de maisons et 1,1 % d'appartements.
Parmi ces logements, 89 % étaient des résidences principales, 3,7 % des résidences secondaires et 7,3 % des logements vacants.
La part des ménages fiscaux propriétaires de leur résidence principale s'élevait à 87,3 % contre 10,1 % de locataires et 2,5 % logés gratuitement.

### Voies de communication et transports

#### Transports
La commune est desservie par la ligne d’autocars No 42 (Dhuisy - Lizy-sur-Ourcq) du réseau de bus Meaux et Ourcq.

## Toponymie
Le nom de la localité est mentionné sous les formes Jarmegniacum prope Gandelucum en 1353 ; Germiniacum prope Gandelucum en 1513 ; Germigny au XVIIIe siècle ; Germigny en l'an IX.
Du latin germinare, « germer », du latin germinius, « rejet (botanique) » ou « rejeton, progéniture ».
Coulombs fait référence à Coulombs-en-Valois.

## Politique et administration

### Liste des maires

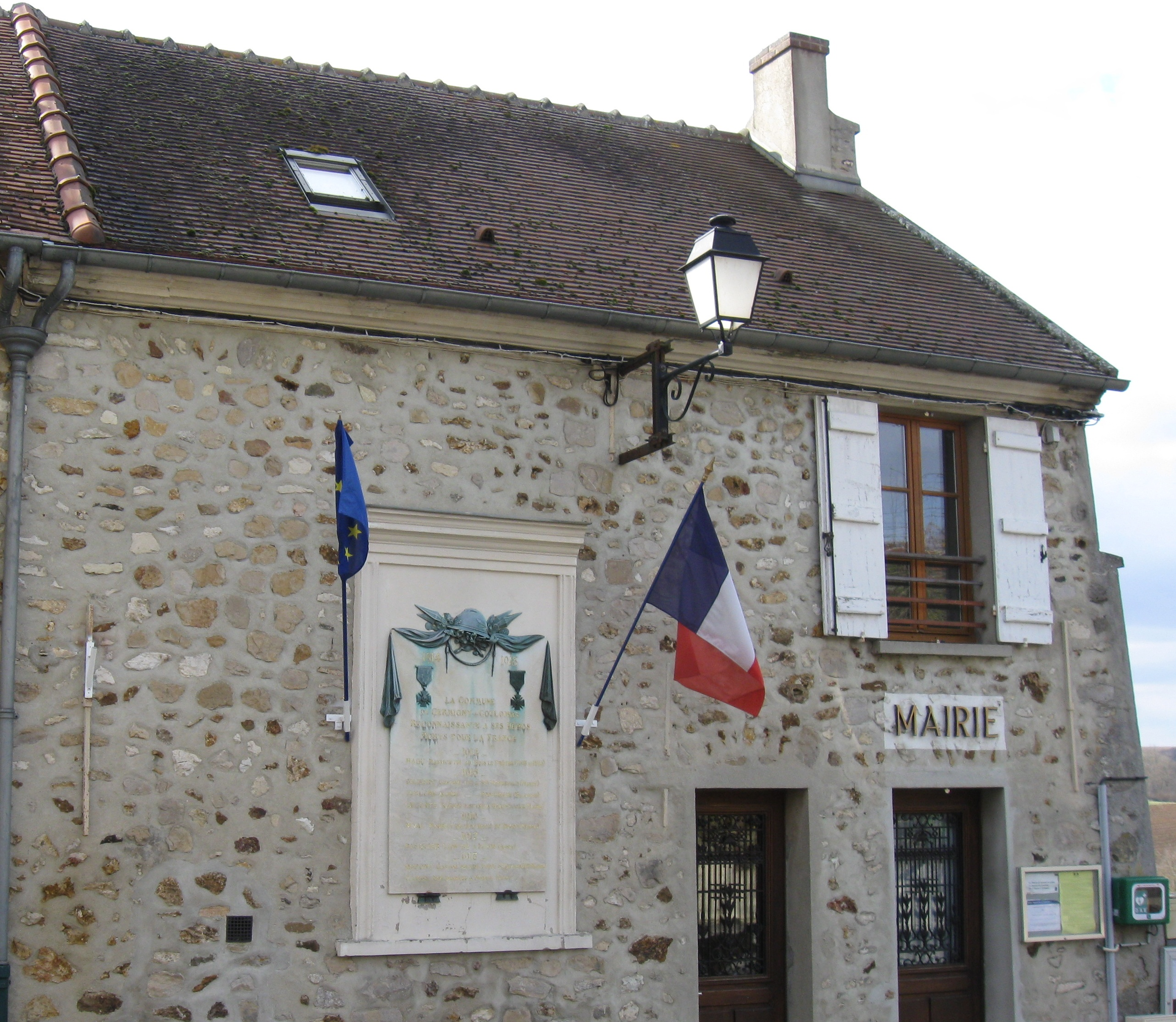
La mairie.

| Période                                  | Période   | Identité        | Étiquette | Qualité                         |
| ---------------------------------------- | --------- | --------------- | --------- | ------------------------------- |
| Les données manquantes sont à compléter. |           |                 |           |                                 |
| avant 1981                               | ?         | Marcel Musnier  |           |                                 |
| 2008                                     | août 2013 | Roger Lecomte   |           |                                 |
| 2013                                     | mars 2014 | Nelly Clarté    |           |                                 |
| mars 2014                                | En cours  | Chantal Antoine |           | Cogérante exploitation agricole |

## Équipements et services

### Eau et assainissement
L’organisation de la distribution de l’eau potable, de la collecte et du traitement des eaux usées et pluviales relève des communes. La loi NOTRe de 2015 a accru le rôle des EPCI à fiscalité propre en leur transférant cette compétence. Ce transfert devait en principe être effectif au 1er janvier 2020, mais la loi Ferrand-Fesneau du 3 août 2018 a introduit la possibilité d’un report de ce transfert au 1er janvier 2026,.

#### Assainissement des eaux usées
En 2020, la gestion du service d'assainissement collectif de la commune de Germigny-sous-Coulombs est assurée par la communauté de communes du Pays de l'Ourcq (CCPO) pour la collecte, le transport et la dépollution. Ce service est géré en délégation par une entreprise privée, dont le contrat arrive à échéance le 29 février 2024,,.
L’assainissement non collectif (ANC) désigne les installations individuelles de traitement des eaux domestiques qui ne sont pas desservies par un réseau public de collecte des eaux usées et qui doivent en conséquence traiter elles-mêmes leurs eaux usées avant de les rejeter dans le milieu naturel. La communauté de communes du Pays de l'Ourcq (CCPO) assure pour le compte de la commune le service public d'assainissement non collectif (SPANC), qui a pour mission de vérifier la bonne exécution des travaux de réalisation et de réhabilitation, ainsi que le bon fonctionnement et l’entretien des installations,.

#### Eau potable
En 2020, l'alimentation en eau potable est assurée par la communauté de communes du Pays de l'Ourcq (CCPO) qui gère le service en régie,.

## Population et société

### Démographie
L'évolution du nombre d'habitants est connue à travers les recensements de la population effectués dans la commune depuis 1793. Pour les communes de moins de 10 000 habitants, une enquête de recensement portant sur toute la population est réalisée tous les cinq ans, les populations de référence des années intermédiaires étant quant à elles estimées par interpolation ou extrapolation. Pour la commune, le premier recensement exhaustif entrant dans le cadre du nouveau dispositif a été réalisé en 2008.

En 2022, la commune comptait 203 habitants, en évolution de −2,4 % par rapport à 2016 (Seine-et-Marne : +3,92 %, France hors Mayotte : +2,11 %).
| 1793 | 1800 | 1806 | 1821 | 1831 | 1836 | 1841 | 1846 | 1851 |
| ---- | ---- | ---- | ---- | ---- | ---- | ---- | ---- | ---- |
| 365  | 304  | 316  | 344  | 497  | 452  | 445  | 427  | 306  |

| 1856 | 1861 | 1866 | 1872 | 1876 | 1881 | 1886 | 1891 | 1896 |
| ---- | ---- | ---- | ---- | ---- | ---- | ---- | ---- | ---- |
| 285  | 282  | 262  | 260  | 259  | 238  | 235  | 249  | 240  |

| 1901 | 1906 | 1911 | 1921 | 1926 | 1931 | 1936 | 1946 | 1954 |
| ---- | ---- | ---- | ---- | ---- | ---- | ---- | ---- | ---- |
| 215  | 215  | 195  | 197  | 193  | 166  | 160  | 146  | 147  |

| 1962 | 1968 | 1975 | 1982 | 1990 | 1999 | 2006 | 2008 | 2013 |
| ---- | ---- | ---- | ---- | ---- | ---- | ---- | ---- | ---- |
| 141  | 128  | 105  | 109  | 147  | 166  | 191  | 198  | 209  |

| 2018 | 2022 | - | - | - | - | - | - | - |
| ---- | ---- | - | - | - | - | - | - | - |
| 210  | 203  | - | - | - | - | - | - | - |

## Économie

### Revenus de la population et fiscalité
En 2019, le nombre de ménages fiscaux de la commune était de 79, représentant 199 personnes et la  médiane du revenu disponible par unité de consommation  de 21 550 euros.

### Emploi
En 2018, le nombre total d’emplois dans la zone était de 38, occupant 78 actifs  résidants (dont 5,1 % dans la commune de résidence et 94,9 % dans une commune autre que la commune de résidence).
Le taux d'activité de la population (actifs ayant un emploi) âgée de 15 à 64 ans s'élevait à 59,2 % contre un taux de chômage de 8,5 %.
Les 32,3 % d’inactifs se répartissent de la façon suivante : 10,8 % d’étudiants et stagiaires non rémunérés, 11,5 % de retraités ou préretraités et 10 % pour les autres inactifs.

### Secteurs d'activité

#### Entreprises et commerces
Au 31 décembre 2019, le nombre d’unités légales et d’établissements (activités marchandes hors agriculture) par secteur d'activité était de 5 dont 2 dans la construction, 2 dans le commerce de gros et de détail, transports, hébergement et restauration et 1 dans les activités spécialisées, scientifiques et techniques et activités de services administratifs et de soutien.
En 2020, 3 entreprises ont été créées sur le territoire de la commune, dont 2 individuelles.
Au 1er janvier 2022, la commune ne disposait pas d’hôtel et de terrain de camping.
- Un des lieux de stockage de gaz naturel, en nappe aquifère, sur le territoire français, d'une contenance maximale de 2,387 km3, exploité par la société Storengy, filiale du groupe GDF SUEZ.

#### Agriculture
Germigny-sous-Coulombs est dans la petite région agricole dénommée l'« Orxois », à l'extrême nord-est du département et s'étendant sur les épartements de l'Aisne et de l'Oise. En 2010, l'orientation technico-économique de l'agriculture sur la commune est la culture de céréales et d'oléoprotéagineux (COP).
Si la productivité agricole de la Seine-et-Marne se situe dans le peloton de tête des départements français, le département enregistre un double phénomène de disparition des terres cultivables (près de 2 000 ha par an dans les années 1980, moins dans les années 2000) et de réduction d'environ 30 % du nombre d'agriculteurs dans les années 2010. Cette tendance se retrouve au niveau de la commune où le nombre d’exploitations est passé de 4 en 1988 à 3 en 2010. Parallèlement, la taille de ces exploitations augmente, passant de 114 ha en 1988 à 150 ha en 2010.
Le tableau ci-dessous présente les principales caractéristiques des exploitations agricoles de Germigny-sous-Coulombs, observées sur une période de 22 ans : 
|                                      | 1988 | 2000 | 2010 |
| ------------------------------------ | ---- | ---- | ---- |
| Dimension économique,                |      |      |      |
| Nombre d’exploitations (u)           | 4    | 4    | 3    |
| Travail (UTA)                        | 7    | 4    | 4    |
| Surface agricole utilisée (ha)       | 457  | 540  | 449  |
| Cultures                             |      |      |      |
| Terres labourables (ha)              | 426  | 490  | 433  |
| Céréales (ha)                        | 296  | s    | 251  |
| dont blé tendre (ha)                 | 167  | 278  | 175  |
| dont maïs-grain et maïs-semence (ha) | 43   | s    | s    |
| Tournesol (ha)                       | s    |      |      |
| Colza et navette (ha)                | 23   | 49   | 69   |
| Élevage                              |      |      |      |
| Cheptel (UGBTA)                      | 86   | 118  | 90   |

## Culture locale et patrimoine

### Monuments et lieux remarquables
La commune ne compte pas de monument répertorié à l'inventaire des monuments historiques (Base Mérimée).

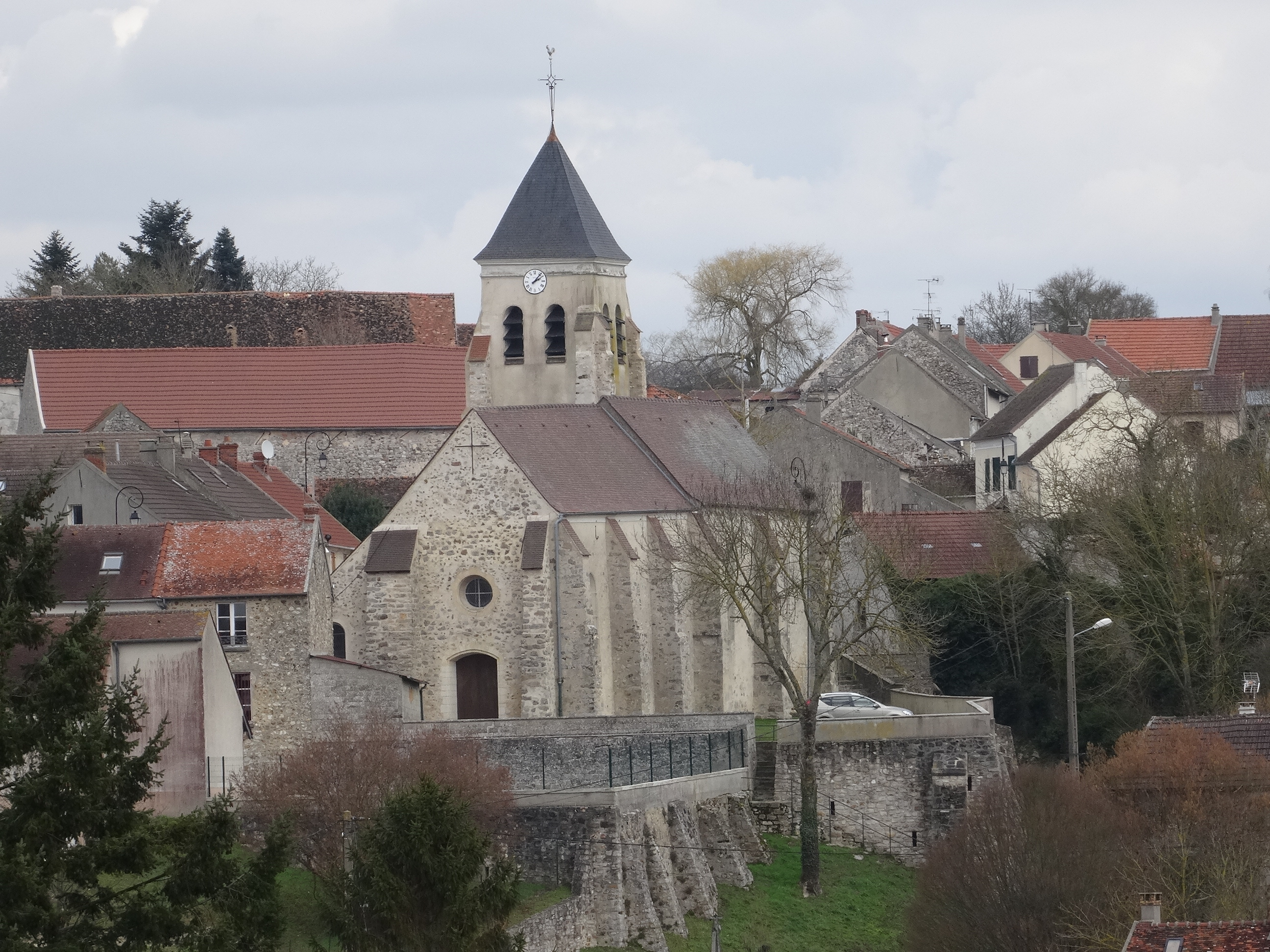
L'église Notre-Dame.

### Autres lieux et monuments
- Église Notre-Dame[56], et ses objets classés[57].
- Fontaine et lavoir Notre-Dame[58].